# Kurozumikyō

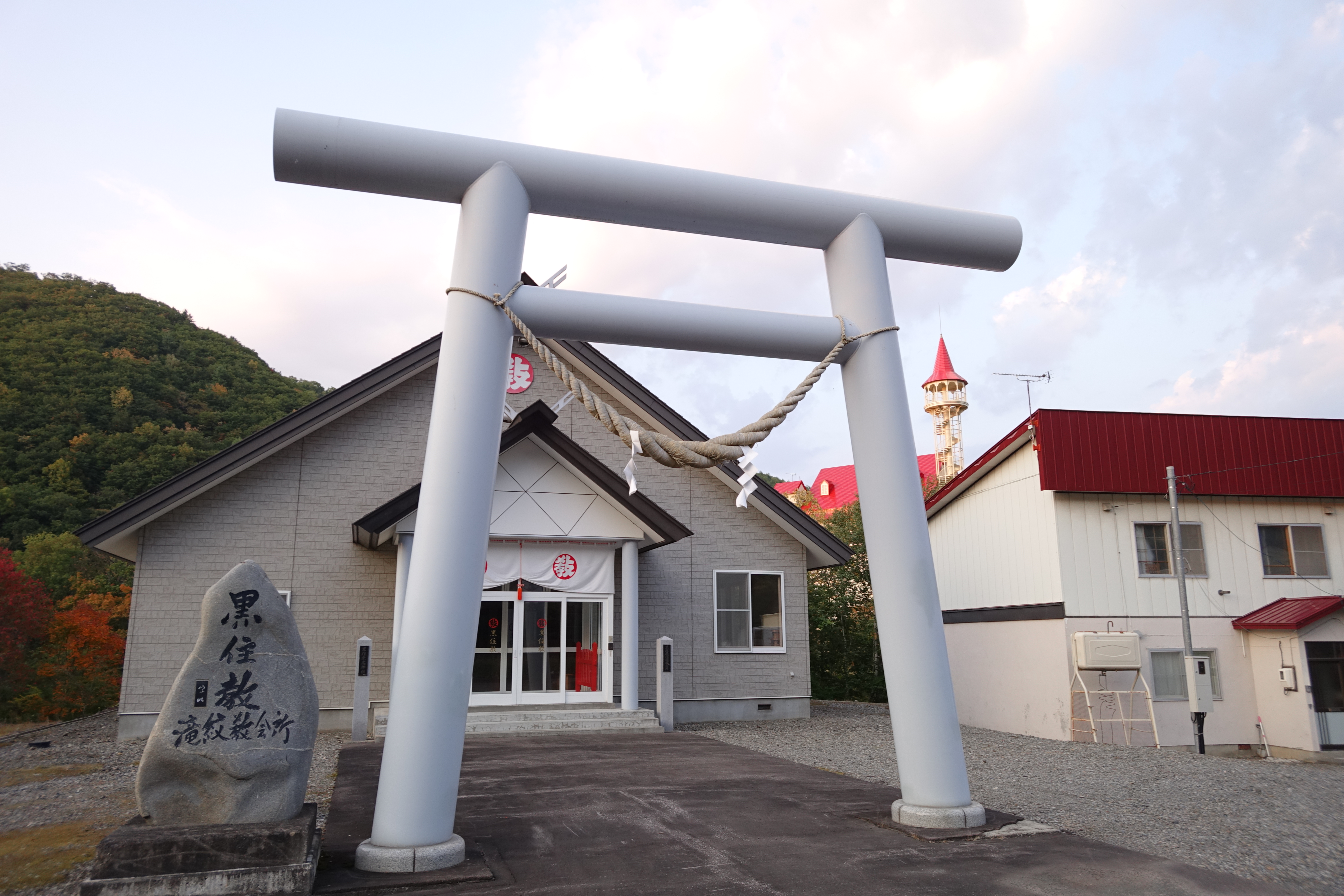

Kurozumikyō (黒住教, Kurozumikyō) est une secte de la religion shinto ayant émergé à partir de 1814 sous l'impulsion d'un ancien prêtre shinto Kurozumi Munetada. À la suite d'une maladie dont il aurait été miraculeusement guéri par Amaterasu, Kurozumi Munetada débute en 1814 des oraisons et guérisons publiques, rassemblant peu à peu autour de lui un groupe de disciples.